# Melissa Silverstein
Melissa Silverstein (geboren in New York City) ist eine US-amerikanische Journalistin, Autorin, Bloggerin und feministische Aktivistin, die sich für die Stärkung von Frauen in der Filmindustrie einsetzt. Sie gründete die gemeinnützige Organisation und Website Women and Hollywood und ist Mitgründerin und künstlerische Leiterin des Athena Film Festivals am Barnard College.

## Leben und Wirken

### Werdegang
Melissa Silverstein wuchs auf Long Island auf und studierte von 1985 bis 1989 American Studies an der Brandeis University in Waltham. Nach ihrem Bachelor-Abschluss studierte sie Theatermanagement an der Columbia University und schloss dort 1993 ihr Studium mit einem Master ab. Nach ihrem Studium arbeitete sie für verschiedene feministische Non-Profit-Organisationen. Sie war Chief of Staff der Ms Foundation for Women und arbeitete für The White House Project, eine inzwischen aufgelöste gemeinnützige Organisation, die sich für die Erhöhung der Vertretung von Frauen in Wirtschaft und Regierung einsetzte. Von 2006 bis 2012 schrieb sie zahlreiche Artikel für das Womens Media Center.
Silverstein ist Gesandte von American Film Showcase, ein Programm das weltweit Filmvorführungen und Workshops mit amerikanischen Filmemacherinnen organisiert, und Mitglied der Women in Film and Television.
Sie lebt und arbeitet freiberuflich in Brooklyn, New York.

### Women and Hollywood
2007 gründete Melissa Silverstein Women and Hollywood, eine gemeinnützige Organisation, die sich für die Gleichstellung der Geschlechter im Filmgeschäft einsetzt. Auf der gleichnamigen Website, die Silverstein herausgibt, veröffentlichen sie und weitere Redakteurinnen Artikel und Interviews über Frauen in der amerikanischen Filmindustrie, berichten über deren Projekte und Arbeitsbedingungen. Das Motto der Webseite lautet “Educates, Advocates, and Agitates for Gender Diversity and Inclusion in Hollywood and the Global Film Industry” („bildet, befürwortet und setzt sich ein für Gender Diversität und Inklusion in Hollywood und der globalen Filmindustrie“).
Die Website schaffte es in den Jahren 2012, 2013 und 2014 auf die Liste der 100 Best Websites for Women von ForbesWoman. Außerdem wurde sie 2009 als Best Hollywood Blog von total.film ausgezeichnet. Zum Jubiläum im Jahre 2017 veranstaltete Women and Hollywood Events in New York, Los Angeles und London. Die feministische Zeitschrift Ms. veröffentlicht regelmäßig Artikel aus Women and Hollywood.
Im Januar 2019 schlossen sich Women and Hollywood und Women in Film für die Kampagne „#RememberTheLadies“  zusammen, nachdem die Mitglieder der Hollywood Foreign Press Association keine Regisseurinnen für die Golden Globe Awards nominiert hatten. Sie veröffentlichten eine Liste mit Regisseurinnen, die sie für den Oscar vorschlugen, und schalteten Social-Media-Anzeigen, um das Profil dieser Frauen stärken.

### Athena Film Festival
2010 gründete Melissa Silverstein zusammen mit Kathryn Kolbert das Athena Film Festival am Barnard College, das seitdem jährlich stattfindet. Das Festival zeigt Filme von sowohl Regisseurinnen als auch Regisseuren, in denen Frauen die Hauptrollen spielen und die sich mit feministischen Themen auseinandersetzen. Es hatte 2011 in New York Premiere.

### Marketing-Kampagnen
Melissa Silverstein arbeitete an Social Media Marketing-Kampagnen für Filme wie My Week With Marilyn, The Iron Lady, Gloria Steinem: In Her Own Words, Bright Star, Revolutionary Road, Bend It Like Beckham, und The Hours. Women and Hollywood wurde außerdem mit dem Social Media Marketing für den Film Lady Bird von Greta Gerwig beauftragt.

## Positionen
Melissa Silverstein bezeichnet sich selbst explizit als Feministin. Als solche setzt sie sich für mehr weibliches Personal in der amerikanischen Filmindustrie ein. Da das Filmpublikum zu 50 Prozent aus Frauen besteht, fordert sie eine entsprechende Vertretung weiblicher Filmemacherinnen in Hollywood.
Sie verfolgt einen intersektionalen Ansatz und kritisiert den Mangel an afroamerikanischen Filmemacherinnen in der Filmindustrie. Sie betrachtet Popkultur als einflussreiche Plattform, um viele Menschen zu erreichen und diese für das Thema der gesellschaftlichen Gleichberechtigung von Frauen und Männern zu sensibilisieren. Melissa Silverstein befürwortet die Inklusion von Männern und männlichen Filmemachern in feministische Debatten.

## Auszeichnungen und Preise
2010 gehörte Melissa Silverstein laut Flavorwire zu den 10 film critics to follow on Twitter und 2011 war sie unter den Top 100 Arts Tweeters der Times of London.
Sie erhielt 2013 den Susan B. Anthony Award der NYC Chapter of the National Organization for Women. 2016 wurde sie mit dem Marie C. Wilson Emerging Leader Award der Ms. Foundation for Women ausgezeichnet. 2018 war sie auf der New Power of New York List der Zeitschrift Variety.

## Publikationen
- In her Voice. Women directors talk directly (Interviews mit zeitgenössischen Filmemacherinnen wie Debra Granik, Courtney Hunt, Callie Khouri, Sally Potter, Lone Scherfig, Lynn Shelton), Women & Hollywood, Newburyport 2013

Buchbeiträge
- Now Playing Lisbeth Salander, Hollywood, and Feminism, in: Daniel Burstein et al. (Hrsg.): The Tattooed Girl: The Enigma of Stieg Larsson and the Secrets Behind the Most Compelling Thrillers of Our Time, New York 2011
  - Vorhang auf für: Lisbeth Salander, Hollywood und den Feminismus, in:  Dan Burstein, Arne de Keijzer, John-Henri Holmberg: Die Welt der Lisbeth Salander. Die Millennium-Trilogie entschlüsselt. Aus dem Amerikanischen. von Thomas Pfeiffer, Heyne Verlag, München 2012, ISBN 978-3-453-40884-5
- Die Girl’s Box ist in Ordnung, solange sie gut funktioniert, in: Lennsen, Claudia und Bettina Schoeller-Bouju (Hrsg.): Wie haben sie das gemacht? Aufzeichnungen zu Frauen und Film, Marburg 2014.

Artikel
Siverstein schrieb zum Thema Frauen im Film u. a. für Forbes.com, The Guardian und Bloomberg, CNN Business, The Washington Post, The Hollywood Reporter. In der Washington Post und in Variety wird sie regelmäßig zu dem Thema zitiert und interviewt.